# Hulabenchi, Basavana Bagevadi
Hulabenchi là một làng thuộc tehsil Basavana Bagevadi, huyện Bijapur, bang Karnataka, Ấn Độ.